# ラモーナ・キューネ
ラモーナ・キューネ（Ramona Kühne、1980年11月10日 - ）は、ドイツの女子プロボクサーである。ベルリン出身。

## 来歴
柔術、キックボクシングで活躍した後、アマチュアを経て、2006年4月21日プロデビュー。
9戦9勝3KOで2007年10月13日、WIBF世界ライトウェルター級暫定王座をロリ・ムニョスと争い、判定を制して暫定王座獲得。
2008年5月16日、ガリーナ・コレヴァ・イヴァノヴァと空位のWIBF世界ライト級王座を争い、2-1判定で勝利。2階級制覇達成。
ライト級王座1回防衛後、2009年3月28日にJudy WaguthiiとWIBF世界スーパーフェザー級王座を争い、3-0判定で勝利。3階級制覇達成。
スーパーフェザー級1回防衛とノンタイトル1戦を挟み、2010年1月9日、WIBF・WBC・WBO世界フェザー級王者イナ・メンツァーに挑戦するが、6回TKOで初敗北。
6月4日、マリベル・サンタナが持つWIBFと空位のWBO・WBF女子のジュニアライト級王座に挑戦。4回KOで王座獲得に成功。
その後、WBOより暫定王者であるエワ・ブロドニッカとの王座統一戦の指令が下り、入札となってブロドニッカのプロモーターが落札して2018年春にポーランドで開催を予定していたが、キューネ側が拒否したため2月に8度防衛したWBO王座を剥奪された。

## 戦績
- 33戦32勝（13KO）1敗

## 獲得タイトル
- WIBF世界ライトウェルター級王座
- WIBF世界ライト級王座
- WIBF世界スーパーフェザー級王座
- WBO女子世界スーパーフェザー級王座
- WBF女子世界スーパーフェザー級王座